# 제9항공단 (항공자위대)
제9항공단(第９航空団 다이 큐코쿠단[*], 영어: 9th Air Wing)은 남서항공방면대에 소속하는 항공자위대의 항공단이다.

## 역사
- 1972년 10월 11일, 임시 제83항공대(臨時第83航空隊)로서 창설되었다.
- 1972년 11월 10일, 햐쿠리 기지에서 제207비행대가 옮겨와서 편입하였다.
- 1973년 10월 16일, 남서항공혼성단의 일부가 되면서, 임시부대에서 정식부대로 승격되었다.
- 1985년 11월 26일, 치토세 기지의 제302비행대가 옮겨와 편입되었다.
- 1986년 3월 19일, 제207비행대가 해산하였다.
- 1995년 1월, 새로운 전투기인 F-4EJ카이(改)를 지급받았다.
- 2005년 3월, 제83기지방공대가 창설되었다.
- 2009년 1월 햐쿠리 기지에서 제204비행대가 옮겨와 편입되었다.
- 2009년 3월, 제302비행대가 햐쿠리 기지로 옮겨왔다.

인민해방군 공군의 센카쿠 열도 구역 침범에 대비하기 위해 2011년 중기방위력정비계획(23회 중기방)에 세워진 새로운 항공단 창설계획에 세워졌다. 3년 뒤, 2014년 중기방위력정비계획(26회 중기방)에서 부대명칭이 "제9항공단"으로 구체화되었다. 2016년 1월 31일에 비행대에서 항공단으로 재편성되고 제9항공단으로서의 창설식을 개최되었다.

## 편성
- 제204비행대 : F-15J/DJ, T-4
- 제304비행대 : F-15J/DJ, T-4
- 제9기지방공대: M195 VADS, 81식 지대공유도탄, 91식 지대공유도탄

## 참고
1. ↑  문예성 (2016년 1월 26일). “일본, 중국군 견제 위해 반세기만에 처음으로 새 항공단 편성”. 뉴시스. 2016년 1월 27일에 원본 문서에서 보존된 문서. 2016년 1월 31일에 확인함.
2. ↑  조준형 (2016년 1월 31일). “日, 中과 갈등하는 센카쿠 방어에 F-15 증강배치…새 부대 발족”. 연합뉴스. 2016년 1월 31일에 확인함.
3. ↑  “南西防衛体制を強化、那覇に「第９航空団」新設　１月３１日から”. 산케이 신문. 2016년 1월 26일. 2016년 1월 31일에 확인함.